# Mosquée Shurbaji
La mosquée al-Shurbaji (arabe : مسجد الشوربجي) est une petite mosquée située près de la porte de Damas de la vieille ville de Jérusalem, au croisement des rues Khan al-Zait, al-Jabsheh, Harat al-Sa'diya et al-Wad. C'est initialement un sebil, la fontaine de Shurbaji, auquel une petite salle de prière, sans minaret, a été ajoutée.